# مطيافية غاما

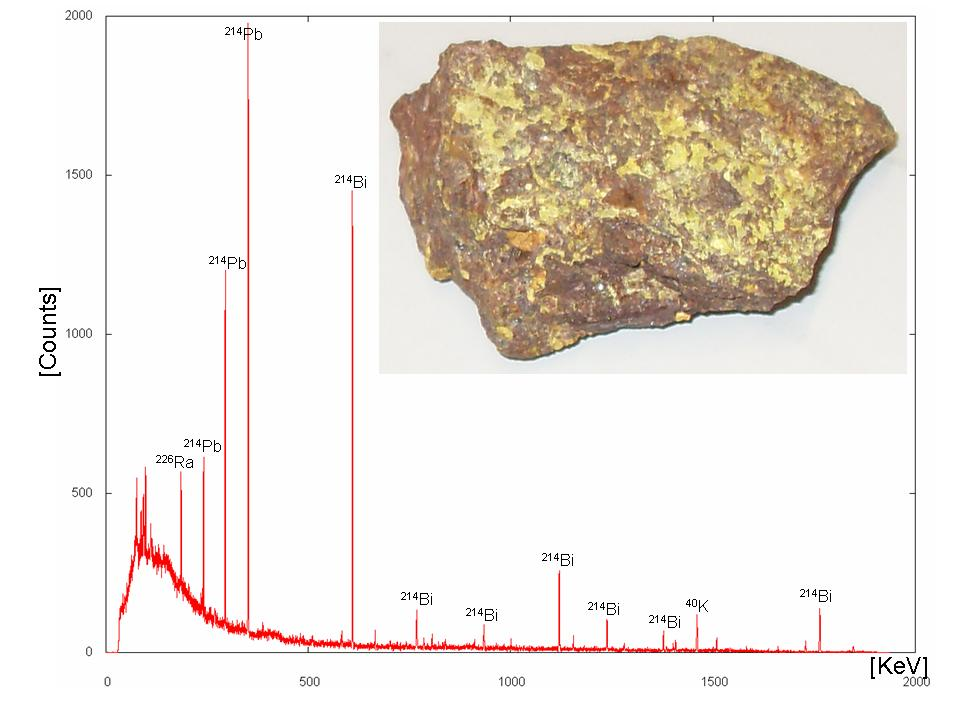

مطيافية غاما (ملاحظة 1) هي نوع من أنواع المطيافيات التي تهتم بدراسة أطياف أشعة غاما الصادرة عن الأجسام المشعة.
تطبق دراسة مطيافية غاما في عدد من المجالات العلمية مثل الطاقة النووية والفيزياء الفلكية وغيرها.

## هوامش
ملاحظة 1 مطيافية غاما أو مطيافية غاماوية  يقابلها باللغة الإنجليزية: Gamma spectroscopy